# Joachim Feller
Joachim Feller (* 30. November 1638 in Zwickau, Kurfürstentum Sachsen; † 15. April 1691 in Leipzig) war ein sächsischer Gelehrter und Polyhistor. Er war Professor an der Universität Leipzig und seit 1675 Leiter der Universitätsbibliothek.

## Leben
Feller war Sohn eines Zwickauer Tuchmachers namens Christian Feller und dessen Frau Sabine, geborener Oehlmann (1607–1682), einer Tochter des Diakons Joachim Oehlmann. Er besuchte das Gymnasium in Zwickau, wo Christian Daum sein Lehrer und Förderer war, und unternahm dort erste poetische Versuche. Er studierte in Leipzig Philologie und schloss 1660 mit einem Magistergrad ab. Während dieser Zeit schrieb er Briefe an seinen Zwickauer Lehrer, die erhalten geblieben sind (454 seiner Briefe sind in der Ratsschulbibliothek Zwickau und 244 Antwortbriefe Daums in der Niedersächsischen Landesbibliothek in Hannover aufbewahrt). In Leipzig wurde er mit den Familien von Jakob Thomasius, Christian Friedrich Franckenstein und Friedrich Rappolt bekannt und knüpfte zudem Kontakt zum Universalgelehrten Gottfried Wilhelm Leibniz.
Anschließend unterrichtete er ab 1667 als Gymnasiallehrer an der Nikolaischule. Im April 1670 wurde er in der Nachfolger seines Schwiegervaters Friedrich Rappolt Professor für Poesie an der Universität Leipzig und hatte 1680, 1684 und 1688 das Rektorat inne. 1675 wurde er Leiter der Universitätsbibliothek, um die er sich große Verdienste erwarb. Er war aber auch für seine umfangreiche private Bibliothek bekannt.
In der internationalen wissenschaftlichen Zeitschrift Acta Eruditorum schrieb er polemisierend gegen Jakob Gronovius, Johann Heinrich Eggeling und Guy Patin. Im Pietismusstreit setzte er sich für August Hermann Francke ein.
Feller starb bereits 1691 nach einem Fenstersturz, verursacht durch nächtliches Schlafwandeln (Somnambulie).

## Werk und Wirkung
Feller beschäftigte sich mit der Interpretation historischer Texte und Quellen. Besonders zur sächsischen Geschichte des 15. und 16. Jahrhunderts erschloss er unbekannte Quellen. Deshalb berief man ihn ins Collegium historicum. Er bewunderte die Moralsatire von Balthasar Schupp und wurde für seine eigenen geistreichen Dichtungen gerühmt.
Zudem reformierte er die Universitätsbibliothek und baute sie aus. Er legte verschließbare Kabinette an und führte die Bestände der philosophischen Fakultät durch Übernahme der Bibliothek des Kleinen und Großen Fürstenkollegs (1682) mit denen der Universitätsbibliothek zusammen. Außerdem legte er den ersten Katalog der Handschriften der Bibliothek an und plante auch einen Katalog der Druckschriften.
1682 veröffentlichte er eine Gedicht- und Liedersammlung Der andächtige Student. Vor allem aber bekannte er sich zum Pietismus. Von ihm stammt die weltberühmte, auf den Tod des Leipziger Theologiestudenten Martin Born (1666–1689) aus Belgard in Pommern im August 1689 gedichtete Definition des Begriffs „Pietist“:
Es ist ietzt Stadt-bekannt der Nahm der Pietisten;

Was ist ein Pietist? Der Gottes Wort studirt /

Und nach demselben auch ein heilges Leben führt. [...]
In einem Sonett auf den am 18. Okt. 1689 verstorbenen Leipziger Kaufmann Joachim Göring (1625–1689) bekannte Feller:
Ich habe jüngst gedacht / der hieß'gen Pietisten /  […]

Ich selbsten will hiemit gestehen ohne Scheu /

Daß ich ein Pietist ohn Schmeich- und Heucheln sei. [...]

## Familie
Feller heiratete am 7. September 1670 in Leipzig Anna Dorothea Rappolt (1653–1676), eine Tochter des Theologieprofessors Friedrich Rappolt. Sie hatten einen Sohn, Joachim Friedrich Feller (1673–1726), der Schüler und Mitarbeiter von Gottfried Wilhelm Leibniz wurde.
Nach dem Tod seiner ersten Frau 1676 heiratete Feller am 6. Februar 1677 die 25 Jahre jüngere Johanna Thomasius, eine Tochter des Philosophen Jakob Thomasius und Schwester seines ersten Schülers Christian Thomasius († 1728). Aus dieser zweiten Ehe gingen zwei Söhne und zwei Töchter hervor, wovon eine Tochter den Leipziger Bürgermeister Lange heiratete.

## Veröffentlichungen (Auswahl)
- Historische und theologische Notizen, Leipzig 1660.
- Elucubratio de lucernis antiquorum subterraneis, Leipzig 1661.
- De tribus coronis imperatoriis, Leipzig, 1662–1665 (Band 1 und 2).
- De avibus noctu lucentibus, Leipzig 1669 und 1672.
- Oratio de bibl. academiae Lips. Paulina, Leipzig 1676 und 1744.
- Continuatio compendii historiae univ. J. Laeti, Frankfurt und Leipzig 1679.
- Der andächtige Student, 1682 und 1718 (Gebetbuch mit 30 neuen Liedern von J. Scheller und J. Pezolt).
- De Parodia (deutsch: über die Parodie).
- Catalogus codicum MSSCtorum Bibliothecae Paulinae in Academia Lipsiensi concinnatus, Leipzig 1686.
- Cygni quasimodogeniti, Leipzig 1686.
- Dissertatio de fratribus Kalendariis, Frankfurt 1692.